# Кузель
Кузель (нем. Kusel) — город в Германии, районный центр, расположен в земле Рейнланд-Пфальц. 
Входит в состав района Кузель. Подчиняется управлению Кузель.  Население составляет 4849 человек (на 31 декабря 2010 года). Занимает площадь 14,37 км². Официальный код  —  07 3 36 055.
Город подразделяется на 3 городских района.
В Кузеле родился Аксель Вебер - бывший глава Бундесбанка, а ныне президент Совета директоров крупнейшего швейцарского холдинга UBS.